# San Gorgonio River
Der San Gorgonio River ist ein ephemeres Fließgewässer im Riverside County in Kalifornien. Es ist ein rechtsseitiger Nebenfluss des Whitewater Rivers.
Der Fluss entspringt an der südlichen Flanke des San Gorgonio Mountain in den San Bernardino Mountains. Er fließt zunächst in südwestlicher Richtung, um dann dem Banning Canyon folgenden zunächst in südlicher und dann südöstlicher Richtung einen Bogen durch den nördlichen San Bernardino National Forest zu schlagen. Nördlich von Banning tritt der San Gorgonio River dann aus den Bergen aus und fließt dann zunächst nach Osten. Nachdem von links der Hattaway Creek einmündet dreht das Gewässer nach Südosten. Kurz bevor er die Interstate 10 unterläuft nimmt der Fluss von links den Potrero Creek auf. Westlich von Cabazon mündet der Smith Creek in den San Gorgonio River, der dann Cabazon südlich umfließt. Nachdem er den San-Gorgonio-Pass zwischen den San Bernardino Mountains und den San Jacinto Mountains größtenteils in Ost-West-Richtung durchflossen hat, mündet das Gewässer nördlich der Erhebung Windy Point im Westen von Palm Springs in den Whitewater River, der seinerseits in den Saltonsee entwässert.
Der San Gorgonio River ist wie seine Zuflüsse den größten Teil des Jahres trocken, schwillt aber vor allem durch Schneeschmelze und Frühjahrsregen an. Zu dieser Zeit drohen Überschwemmungen. So führten im August 2023 Regenfälle nach dem tropischen Sturm Hillary zur Zerstörung einer Brücke über den Fluss. Das größtenteils sandige Flussbett ist zwischen 15 Meter (50 Fuß) und 150 Meter (500 Fuß) breit, wobei sich der Fluss mit seinem Bett zwischen 1,5 Meter (5 Fuß) und 7,6 Meter (25 Fuß) in den Grund eingegraben hat.